# Odivelas (Ferreira do Alentejo)
Odivelas is een plaats (freguesia) in de Portugese gemeente Ferreira do Alentejo en telt 692 inwoners (2001).